# Barneys New York
Barneys New York is een voormalig warenhuisketen, die in 1923 opgericht werd in New York door Barney Pressman. Het warenhuis bood haute couture en designerkleding, lederwaren en schoenen aan. De vlaggenschipwinkel was op de hoek van Madison Avenue en 60th Street in Manhattan, New York. Het warenhuis had meerdere filialen in steden in de Verenigde Staten, waarvan de belangrijkste die in de steden Beverly Hills, Boston, Chicago, San Francisco, Dallas, Las Vegas en Scottsdale waren.
Het bedrijf ging in 2019 failliet en sloot zijn iconische winkel aan Madison Avenue op 22 februari 2020. Na het faillissement werd de merknaam overgenomen door de Authentic Brands Group, die hem vervolgens in licentie gaf aan Saks Fifth Avenue.